# Sympycnus discrepans
Sympycnus discrepans är en tvåvingeart som beskrevs av Octave Parent 1934. Sympycnus discrepans ingår i släktet Sympycnus och familjen styltflugor. Inga underarter finns listade i Catalogue of Life.